# Óblast de Zaporoye
El óblast de Zaporoye (en ruso: Запорожская область, romanizado: Zaporozhskaya oblast') es un óblast de facto establecido unilateralmente en el territorio ucraniano ocupado por Rusia del óblast de Zaporiyia desde 2022. Su capital administrativa (de iure) es la ciudad de Zaporoye, ejerciéndola de facto la ciudad de Melitópol. Rusia se ocupó  temporalmente una parte de la provincia en su invasión de Ucrania en 2022 y en septiembre de 2022 se celebró un referéndum, considerado ilegítimo por la comunidad internacional, al que siguió un tratado de adhesión el 30 de septiembre de 2022, convirtiéndose así en un nuevo sujeto federal de Rusia junto con la República Popular de Lugansk, la República Popular de Donetsk y el óblast de Jersón el 5 de octubre.
El óblast ruso de Zaporoye, reclama para sí la totalidad de lo que queda del óblast de Zaporiyia bajo administración de Ucrania.

## Véase también

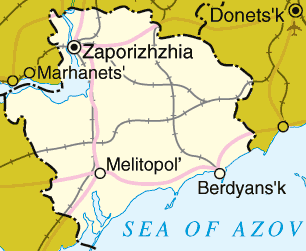
Mapa de Zaporoye